# Campionato di calcio della Repubblica Socialista Sovietica d'Estonia 1991
La Prima Divisione 1991 era la massima divisione del campionato estone ed era un campionato regionale sovietico; fu di fatto l'ultimo di epoca sovietica. Iniziato come Campionato di calcio della Repubblica Socialista Sovietica d'Estonia, cambiò nome in seguito alla sopraggiunta indipendenza estone. Il campionato era formato da tredici squadre e il TVMK Tallinn vinse il titolo, il secondo della sua storia, bissando il successo dell'anno precedente.

## Formula
Il campionato era formato da tredici squadre che si incontrarono in gironi di andata e ritorno per un totale di 24 incontri; erano previsti due punti per la vittoria e uno per il pareggio.

## Classifica
|  | Pos. | Squadra                  | Pt | G  | V  | N | P  | GF | GS | DR  |
|  | ---- | ------------------------ | -- | -- | -- | - | -- | -- | -- | --- |
|  | 1.   | TVMK Tallinn             | 39 | 24 | 18 | 3 | 3  | 73 | 17 | +56 |
|  | 2    | Norma Tallinn            | 37 | 24 | 17 | 3 | 4  | 73 | 16 | +57 |
|  | 3    | JK Eesti Põlevkivi Jõhvi | 37 | 24 | 16 | 5 | 3  | 63 | 24 | +39 |
|  | 4    | Eesti Fosforiit Tallinn  | 37 | 24 | 17 | 3 | 4  | 77 | 25 | +52 |
|  | 5    | Vigri Tallinn            | 31 | 24 | 14 | 3 | 7  | 63 | 41 | +22 |
|  | 6    | Pärnu                    | 27 | 24 | 10 | 7 | 7  | 30 | 28 | +2  |
|  | 7    | Keemik Kohtla-Järve      | 20 | 24 | 7  | 6 | 11 | 41 | 51 | -10 |
|  | 8    | Trans Narva              | 20 | 24 | 7  | 6 | 11 | 26 | 49 | -20 |
|  | 9    | VFK Viljandi             | 18 | 24 | 8  | 2 | 14 | 30 | 45 | -15 |
|  | 10   | Baltika Narva            | 15 | 24 | 4  | 7 | 13 | 24 | 64 | -40 |
|  | 11   | Tempo Tallinn            | 14 | 24 | 4  | 6 | 14 | 27 | 70 | -43 |
|  | 12   | Kalev Sillamäe           | 12 | 24 | 4  | 4 | 16 | 37 | 73 | -36 |
|  | 13   | SK Dvigatel              | 5  | 24 | 2  | 1 | 21 | 16 | 77 | -61 |

G = Partite giocate; V = Vittorie; N = Nulle/Pareggi; P = Perse; GF = Goal fatti; GS = Goal subiti; DR = differenza reti; 